# Kenyérfafajok listája
A kenyérfa (Artocarpus) a rózsavirágúak (Rosales) rendjébe és az eperfafélék (Moraceae) családjába tartozó nemzetség.

## Rendszerezés
A nemzetségbe az alábbi 63 élő faj tartozik:
- Artocarpus albobrunneus C.C.Berg
- trópusi kenyérfa (Artocarpus altilis) (Parkinson) Fosberg
- Artocarpus altissimus (Miq.) J.J.Sm.
- Artocarpus anisophyllus Miq.
- Artocarpus annulatus F.M.Jarrett
- Artocarpus blancoi (Elmer) Merr.
- Artocarpus brevipedunculatus (F.M.Jarrett) C.C.Berg
- Artocarpus camansi Blanco
- Artocarpus chama Buch.-Ham.
- Artocarpus corneri Kochummen
- Artocarpus dadah Miq.
- Artocarpus elasticus Reinw. ex Blume
- Artocarpus excelsus F.M.Jarrett
- Artocarpus fretessii Teijsm. & Binn. ex Hassk.
- Artocarpus fulvicortex F.M.Jarrett
- Artocarpus glaucus Blume
- Artocarpus gomezianus Wall. ex Trécul
- Artocarpus gongshanensis S.K.Wu ex C.Y.Wu & S.S.Chang
- jákafa (Artocarpus heterophyllus) Lam.
- Artocarpus hirsutus Lam.
- Artocarpus hispidus F.M.Jarrett
- Artocarpus horridus F.M.Jarrett
- Artocarpus hypargyreus Hance ex Benth.
- indonéziai kenyérfa (Artocarpus integer) (Thunb.) Merr.
- Artocarpus jarrettiae Kochummen
- Artocarpus kemando Miq.
- Artocarpus lacucha Buch.-Ham.
- Artocarpus lanceifolius Roxb.
- Artocarpus longifolius Becc.
- Artocarpus lowii King
- Artocarpus maingayi King
- Artocarpus mariannensis Trécul
- Artocarpus multifidus F.M.Jarrett
- Artocarpus nanchuanensis S.S.Chang S.C.Tan & Z.Y.Liu
- Artocarpus nigrifolius C.Y.Wu
- Artocarpus nitidus Trécul
- Artocarpus nobilis Thwaites
- Artocarpus obtusus F.M.Jarrett
- Artocarpus odoratissimus Blanco
- Artocarpus ovatus Blanco
- Artocarpus palembanicus Miq.
- Artocarpus petelotii Gagnep.
- Artocarpus pinnatisectus Merr.
- Artocarpus pithecogallus C.Y.Wu
- Artocarpus primackii Kochummen
- Artocarpus reticulatus Miq.
- Artocarpus rigidus Blume
- Artocarpus rubrovenius Warb.
- Artocarpus sarawakensis F.M.Jarrett
- Artocarpus scortechinii King
- Artocarpus sepicanus Diels
- Artocarpus sericicarpus F.M.Jarrett
- Artocarpus styracifolius Pierre
- Artocarpus subrotundifolius Elmer
- Artocarpus sumatranus F.M.Jarrett
- Artocarpus tamaran Becc.
- Artocarpus teysmannii Miq.
- Artocarpus thailandicus C.C.Berg
- Artocarpus tomentosulus F.M.Jarrett
- Artocarpus tonkinensis A.Chev. ex Gagnep.
- Artocarpus treculianus Elmer
- Artocarpus vrieseanus Miq.
- Artocarpus xanthocarpus Merr.

A fenti élő fajok mellett az alábbi 10 fosszilis faj is idetartozik:
- †Artocarpus dicksoni - kréta, Nyugat-Grönland
- †Artocarpus ordinarius - kréta, Alaszka[1]
- †Artocarpus capellinii - kora oligocén; Liguria, Olaszország[2]
- †Artocarpus isseli - kora oligocén; Liguria, Olaszország
- †Artocarpus macrophylla - kora oligocén; Liguria, Olaszország
- †Artocarpus massalongoi - kora oligocén; Liguria, Olaszország
- †Artocarpus multinervis - kora oligocén; Liguria, Olaszország
- †Artocarpus ovalifolia - kora oligocén; Liguria, Olaszország
- †Artocarpus sismondai - kora oligocén; Liguria, Olaszország
- †Artocarpus taramellii - kora oligocén; Liguria, Olaszország